# Купоросный
Купоро́сный — посёлок, вошедший в состав города Волгограда. Находится на территории Советского района.

## Расположение
Микрорайон вытянулся на 2,5 км вдоль берега Волги в месте впадения в неё Купоросного ручья. Напротив берега находится залив Щучий проран острова Сарпинский.
Противоположная от Волги восточная граница микрорайона проходит по полотну Приволжской железной дороги. На севере Купоросный упирается в территорию Деревообрабатывающего завода имени Куйбышева, ныне закрытого. На юге от Купоросного расположен природный массив Григорова балка.

## Происхождение названия
В середине XIX века в этом районе был построен небольшой кожевенный завод. Отходы производства, в том числе раствор медного купороса, который использовался при выделке кож, сбрасывались в балку. Вероятно, отсюда и пошло название — Купоросная балка и посёлок Купоросный.

## История
Хутор Купоросный был основан старообрядцами поморского толка из бывших государственных крестьян, пришедшими из села Черкасское Вольского уезда, расположенного к северу от Саратова. Село известно кожевенными традициями, которые были принесены в Купоросный.

«В 1860 году пришёл сюда кожевник-крестьянин Лукьян Иванов Моренов и снял в аренду на овраге Купоросном место под свой кожевенный завод. Вскоре к Моренову по его приглашению пришли и другие односельцы-кожевники и устроили несколько доныне существующих кожевенных заводов».— Александр Минх, «Историко-географический словарь Саратовской губернии: Южные уезды». 1902
Местные жители не имели собственной земли и занимались исключительно выделкой кож. Необходимое сырьё ремесленники закупали у казахов, кочевавших за Волгой, а также у калмыков. Готовая продукция отправлялась по Волге далеко за окрестности Царицына, доходя до Астрахани и Нижнего Новгорода. В начале 1880-х годов здесь проживало 252 человек, а на 29 дворов имелось 18 кожевенных мастерских.
В 1894 году, по данным Земской управы Царицына, в Купоросном насчитывался 71 двор, в том числе общественное здание молитвенного дома, и 195 жителей, включая 131 старообрядца и 64 православных. Все они были великороссами, занимались выделкой кожи и считались, согласно «Историко-географическому словарю» Минха, «очень богатыми». В хуторе работали 5 мелочных лавок и один трактир, который облагался акцизом по самой высокой для Царицына ставке.
С момента основания и до 1918 года Купоросный входил в единое Ново-Никольское общество с Ново-Никольским хутором в составе Отрадинской волости.
Крупный пожар в июне 1901 года уничтожил Купоросный дотла, сохранилось лишь каменное здание школы. Подробности сообщали столичные издания, а репортёром от газеты «Одесские новости» на пожар был прислан писатель Александр Куприн, отчёт которого сохранился.
В начале XX века на хуторе Купоросный проживала одна из самых крупных общин старообрядцев-беспоповцев в Царицынском уезде.
В 1912 году население хутора составляло 526 человек (260 мужчин и 263 женщины)
По данным переписи населения СССР 1926 года, в посёлке Купоросный проживало 1829 человек.
10 июля 1931 года посёлок Купоросный был включён в состав города Сталинграда.
В 1930 году в посёлке Купоросный был открыт кожевенный завод. Во время Сталинградской битвы в районе этого завода части в 64-й армии генерала Шумилова вели бои с немецкими войсками. В ходе этих боёв завод был разрушен, но вскоре восстановлен.

## Население
Динамика численности населения по годам:
| 1882 | 1891 | 1894 | 1898 | 1911 | 1912 | 1920 | 1926 |
| ---- | ---- | ---- | ---- | ---- | ---- | ---- | ---- |
| 81   | 224  | 195  | 243  | 523  | 526  | 1700 | 1829 |

## Достопримечательности
- Дом специалистов кожевенного завода. Четырёхэтажный жилой дом, построенные в 1930-х годах. Такой же дом находится в микрорайоне Бекетовка (Кировский район г. Волгограда).
- Старая заброшенная начальная школа, которая была построена примерно в середине XX века.

## Известные жители
Уроженцем хутора Купоросный был руководитель Курганской области (1943—1945) и Пинской области (1946—1950) Пётр Тетюшев.